# 7991 Kaguyahime
7991 Kaguyahime eller 1981 UT7 är en asteroid i huvudbältet som upptäcktes den 30 oktober 1981 av de båda japanska astronomerna Hiroki Kōsai och Kiichirō Furukawa vid Kiso-observatoriet i Japan. Den är uppkallad efter karaktären Kaguya i Taketori monogatari.
Asteroiden har en diameter på ungefär 14 kilometer och den tillhör asteroidgruppen Themis.